# Zayandeh Rud
Zāyandeh Rūd (farsi زاينده رود) è una città dello shahrestān di Lenjan, circoscrizione Centrale, nella Provincia di Esfahan. Aveva, nel 2006, una popolazione di 9.891 abitanti. 